# ＃大家帝国
#大家帝国（ハッシュタグおおかていこく）は、DDTプロレスリングのユニットで大家健率いる超巨大プロレス系LINEグループ。旧名はガンバレッスル夢ファクトリー（仮）。

## 歴史
2015年
- 8月1日、闘うビアガーデン2015の初日にディーノとササダンゴと大石真翔の3人が鶴見亜門GMの前説中に呼びこまれKO-D6人タッグ王座の挑戦はディーノ&ササダンゴ&大石かと問われる。しかし大石は当日DDT EXTREME級王座の挑戦をかけた5WAYマッチに出て両国で挑戦をするためでないとディーノが言いGMが3人目を問うと大家健と回答。しかし、GMは大家がガンバレ☆プロレス所属であり外敵であるということから大家の挑戦を認めなかった。
- 8月8日、ディーノ＆ササダンゴdayのセミファイナルでターン制プロレス～エンドレスギグ～でディーノが大家とのシングルを行う。大家が両国で挑戦するにふさわしいと証明されればGMは挑戦を許可すると発表。試合はディーノが漢固めで大家から勝利。試合後GMは挑戦を許可するも大家は挑戦を拒否。メインイベントで昭和52年生まれ40歳手前のレスラー達による人生哀歌エンターサンドマンエニウェアフォール6WAYマッチに大家とディーノも急きょ参戦し試合は大家がディーノから炎のスピアーで勝利。試合後大家は一転して挑戦を要求し両国大会での挑戦が決定。
- 8月9日、DDTdayで石井慧介&高尾蒼馬&岩崎孝樹と対戦。ディーノが岩崎にビアガーデン式リバースえび反りジャンプを決めて勝利。試合後ユニットとして発足。DDTドラマチック総選挙のユニット総選挙にもエントリー。エントリーするためにはユニット名が必要なためユニット名を問われると候補として「ガンバレッスル夢ファクトリー」、「ガンバレッスルワン」、「ガンバ大阪」の3つを候補として挙げてガンバレッスル夢ファクトリー（仮）になる。
- 8月23日、両国ピーターパン2015でチーム・ドリーム・フューチャーズの持つ6人タッグ王座に挑戦。試合前にササダンゴがプレゼンを行い意識朦朧状態になった石井に対し大家がアリキックを決めて勝つ戦法を使うも大家が高尾のジントニックで敗れる。試合後ササダンゴが再びプレゼンを行い巨大LINEグループを活用した若年層の囲い込み、失墜したリーダー・大家の復活ストーリーで共感を呼ぶとして、現在どん底の大家が復活するにはチャンピオンになるしかないと分析。そして仮のままだったユニット名を「#大家帝国」と発表しドリフにリマッチを要求するも拒否される。
- 9月7日、埼玉大会で入江茂弘とディーノがシングルマッチを行い試合中に大家が乱入するも入江がディーノにスピアを決めて勝利。試合後大家は9月13日の大阪大会でドリフとの完全決着をGMがアナウンス。
- 9月13日、ドリフとのイリミネーションマッチを行いディーノにフォールを取られた石井が「やられたままで終わってられない。KO-D6人タッグ戦を組め！」と逆要求。大9・27後楽園でのチームドリフとのKO-D6人タッグ戦が決定。
- 9月20日、静岡大会で石井とディーノがシングルマッチを行いディーノが石井にマ・ラ・ゲイ道クラッチを決めて勝利。試合後なぜか大家が挑戦が決まっているのにもかかわらずKO-D6人タッグに挑戦させろと要求。そのため王座挑戦をいったん取り消し石井に勝った実績を認めて6人タッグ王座に挑戦することが決定した。
- 9月27日、後楽園ホール大会で6人タッグ王座をかけてドリフと対戦し大家が入江に炎のスピアーを決めて勝利しドリフに雪辱を果たす。試合後ハッピーモーテルが挑戦を表明。
- 10月7日、DDTドラマティック総選挙2015結果発表大会でハッピーモーテルと前哨戦を行うもササダンゴが竹下幸之介のジャーマンスープレックスに敗れる。ドラマティック総選挙のユニット総選挙で2543票で見事1位になり主催興行権を獲得。1位獲得後ササダンゴがGMに主催興行で大家とHARASHIMAを主役にすること、DDT両国大会でHARASHIMAが対戦して敗れた棚橋弘至のブッキングと3つの願いを要求。GMや高木三四郎大社長や松井幸則レフェリーは事前に相談を受けていないため困惑するもHARASHIMAはタッグ結成を承諾し高木も腹をくくって交渉すると発表。個人としてはササダンゴが14位、ディーノが5位、大家が4位という結果になった。
- 11月3日、名古屋大会でハッピーモーテルとの防衛戦を行い大家がアントーニオ本多に炎のスピアを決めて勝利。
- 11月17日、「#大家帝国主催興行～マッスルメイツの2015～」を開催。セミファイナルではマッスル坂井が竹下とシングルを行う試合は竹下がジャーマンを坂井に決めて敗れる。試合後2030年復活予定のマッスル11東京ドーム大会のメインに出場できるキャリーケースが渡される。メインイベントでは大家&HARASHIMAが棚橋と小松洋平のタッグと対戦しHARASHIMAが小松に蒼魔刀を決めて勝利。試合後棚橋がプレゼンを行いHARASHIMAに謝罪。そして棚橋は2016年のユニット総選挙出馬や来年の目標を発表。
- 11月21日、大家の地元富山大会で大家&ディーノ&HARASHIMAが酒呑童子と対戦し大家がマサ高梨に炎のスピアを決めて勝利。
- 11月22日、広島大会でT2ひーとの6人タッグ王座をかけて対戦するも平田一喜の奇跡を呼ぶ一発逆転首固めでディーノが敗れる。
- 12月12日、KO-Dタッグ王者決定トーナメント1回戦に大家とHARASHIMAのタッグが入江&岡林裕二と対戦するも入江が大家にビーストボンバーを決められて敗北。
- 12月13日、T2ひーの持つKO-D6人タッグ王座にディーノとササダンゴと大家の一番弟子ばってん×ぶらぶらが挑戦するも敗北。試合後タイトルマッチに相応しい人間を連れてこいとGMが要求すると高木三四郎との対戦を要求し福岡までやってきたKENSOが乱入しそのまま同ユニットに加入し1月3日の後楽園ホール大会で再度挑戦をすることが決定。
- 12月23日、大家が突然の脱退を表明。しかし大家は同ユニット名を名乗ることを要求。

2016年
- 1月3日、T2ひーの持つKO-D6人タッグ王座にスクランブルバンクハウスエニウェアロッカー棺桶マッチの形式で挑戦し高木を閉じ込めて勝利。試合後KENSOは高木に一騎討ちを要求。
- 2月8日、両国大会でのカードが決まった事等を理由にディーノとササダンゴが脱退。KENSOがひとり#大家帝国となる。以降、自然消滅。後に2017年初期メンバーと石井慧介を加えた「#大家帝国リターンズ」が結成される。

## メンバー
- KENSO（2代目リーダー）

## 元メンバー
- 大家健（初代リーダー）
- スーパー・ササダンゴ・マシン
- 男色ディーノ

## 獲得タイトル
第20代KO-D6人タッグ王座（獲得日2015年9月27日）
大家健&スーパー・ササダンゴ・マシン&男色ディーノ
第22代KO-D6人タッグ王座（獲得日2016年1月3日）
スーパー・ササダンゴ・マシン&KENSO&男色ディーノ